# Nights in White Satin
Nights in White Satin is een vrij invloedrijk nummer van The Moody Blues. Een uitgebreide versie van ruim zeven minuten verscheen op het conceptalbum Days of Future Passed in 1967. In Nederland en België werd een ingekorte versie als single uitgebracht door Deram Records. Hoewel de verkoopcijfers van de single aanvankelijk tegenvielen, zorgde het grote succes van het album ervoor dat veel mensen bekend werden met het nummer. In 1972 en 1979 werd de single opnieuw uitgegeven. Met het progressieve en symfonische Nights in White Satin namen de Moody Blues afstand van de meer op rhythm-and-blues gerichte muziek van hun beginjaren.

## Achtergrond
Justin Hayward schreef Nights in White Satin op negentienjarige leeftijd, een jaar nadat hij zich bij de Moody Blues voegde. De band bevond zich toen in het Belgische Moeskroen, waar zij verbleven tijdens een promotour. Hij bedacht de titel toen hij van een vriend satijnen beddengoed cadeau kreeg. Het nummer beschrijft op een afstandelijke manier een onbeantwoorde liefde, met zinnen als "Gazing at people, some hand in hand" ("Starend naar mensen, sommige hand in hand").
De opname vond plaats in een studio van Decca Records. Dit label wilde aanvankelijk dat de Moody Blues een rockvariant van de negende symfonie (Uit de nieuwe wereld) van de Tsjechische componist Antonín Dvořák zou opnemen om een nieuw opnamesysteem te testen. Toen de bandleden besloten hun aandacht te richten op het opnemen van eigen materiaal, zorgde Peter Knight voor de orkestrale omlijsting. Het nummer werd opgenomen met The London Festival Orchestra, het huisorkest van Decca Records.
Met Days of Future Passed en Nights in White Satin onderscheidde de band zich van andere groepen uit de late jaren zestig. Zo wordt het beperkte commerciële succes verklaard door de duur van het nummer. Destijds kende het gemiddelde popliedje een duur van ongeveer drie minuten, de orkestrale versie die op het album verscheen was daarentegen 7 minuten en 38 seconden lang. Daarnaast is Nights in White Satin geschreven in een driekwartsmaat, terwijl de meeste popmuziek in vierkwartsmaat wordt geschreven. Verder speelt de mellotron in dit nummer een centrale rol. In de herfst van 1966 gebruikte de groep dit instrument ook voor hun vorige single, Love and Beauty.
Nights in White Satin wordt op het album afgesloten met een gedicht, Late Lament; samen vormen ze The night. Dit werd geschreven door de drummer Graeme Edge en voorgedragen door Mike Pinder. In dit gedicht wordt het thema van het nummer nogmaals behandeld: "Impassioned lovers wrestle as one, lonely man cries for love and has none" ("Gepassioneerde minnaars worstelen als één, eenzame man hunkert naar liefde en heeft geen").
In een door het muziektijdschrift Revolver Magazine samengestelde lijst van de honderd beste nummers, de Revolver Magazine Ultieme Top 100 van 2005, eindigde het nummer op de achttiende plaats.

## Hitnoteringen

### Nederlandse Top 40
| Hitnotering: 06-01-1968 t/m 06-04-1968 | Hitnotering: 06-01-1968 t/m 06-04-1968 | Hitnotering: 06-01-1968 t/m 06-04-1968 | Hitnotering: 06-01-1968 t/m 06-04-1968 | Hitnotering: 06-01-1968 t/m 06-04-1968 | Hitnotering: 06-01-1968 t/m 06-04-1968 | Hitnotering: 06-01-1968 t/m 06-04-1968 | Hitnotering: 06-01-1968 t/m 06-04-1968 | Hitnotering: 06-01-1968 t/m 06-04-1968 | Hitnotering: 06-01-1968 t/m 06-04-1968 | Hitnotering: 06-01-1968 t/m 06-04-1968 | Hitnotering: 06-01-1968 t/m 06-04-1968 | Hitnotering: 06-01-1968 t/m 06-04-1968 | Hitnotering: 06-01-1968 t/m 06-04-1968 | Hitnotering: 06-01-1968 t/m 06-04-1968 | Hitnotering: 06-01-1968 t/m 06-04-1968 |
| Week:                                  | 1                                      | 2                                      | 3                                      | 4                                      | 5                                      | 6                                      | 7                                      | 8                                      | 9                                      | 10                                     | 11                                     | 12                                     | 13                                     | 14                                     |                                        |
| -------------------------------------- | -------------------------------------- | -------------------------------------- | -------------------------------------- | -------------------------------------- | -------------------------------------- | -------------------------------------- | -------------------------------------- | -------------------------------------- | -------------------------------------- | -------------------------------------- | -------------------------------------- | -------------------------------------- | -------------------------------------- | -------------------------------------- | -------------------------------------- |
| Positie:                               | 36                                     | 15                                     | 9                                      | 2                                      | 3                                      | 2                                      | 3                                      | 3                                      | 4                                      | 6                                      | 9                                      | 21                                     | 29                                     | 35                                     | uit                                    |

### Parool Top 20
| Hitnotering: 13-01-1968 t/m 23-03-1968 | Hitnotering: 13-01-1968 t/m 23-03-1968 | Hitnotering: 13-01-1968 t/m 23-03-1968 | Hitnotering: 13-01-1968 t/m 23-03-1968 | Hitnotering: 13-01-1968 t/m 23-03-1968 | Hitnotering: 13-01-1968 t/m 23-03-1968 | Hitnotering: 13-01-1968 t/m 23-03-1968 | Hitnotering: 13-01-1968 t/m 23-03-1968 | Hitnotering: 13-01-1968 t/m 23-03-1968 | Hitnotering: 13-01-1968 t/m 23-03-1968 | Hitnotering: 13-01-1968 t/m 23-03-1968 | Hitnotering: 13-01-1968 t/m 23-03-1968 | Hitnotering: 13-01-1968 t/m 23-03-1968 |
| Week:                                  | 1                                      | 2                                      | 3                                      | 4                                      | 5                                      | 6                                      | 7                                      | 8                                      | 9                                      | 10                                     | 11                                     |                                        |
| -------------------------------------- | -------------------------------------- | -------------------------------------- | -------------------------------------- | -------------------------------------- | -------------------------------------- | -------------------------------------- | -------------------------------------- | -------------------------------------- | -------------------------------------- | -------------------------------------- | -------------------------------------- | -------------------------------------- |
| Positie:                               | 15                                     | 6                                      | 2                                      | 1                                      | 1                                      | 2                                      | 4                                      | 4                                      | 6                                      | 8                                      | 14                                     | uit                                    |

### Evergreen Top 1000
| Evergreen Top 1000 "Nights in White Satin" | Evergreen Top 1000 "Nights in White Satin" | Evergreen Top 1000 "Nights in White Satin" | Evergreen Top 1000 "Nights in White Satin" | Evergreen Top 1000 "Nights in White Satin" | Evergreen Top 1000 "Nights in White Satin" | Evergreen Top 1000 "Nights in White Satin" | Evergreen Top 1000 "Nights in White Satin" | Evergreen Top 1000 "Nights in White Satin" | Evergreen Top 1000 "Nights in White Satin" | Evergreen Top 1000 "Nights in White Satin" | Evergreen Top 1000 "Nights in White Satin" | Evergreen Top 1000 "Nights in White Satin" | Evergreen Top 1000 "Nights in White Satin" | Evergreen Top 1000 "Nights in White Satin" | Evergreen Top 1000 "Nights in White Satin" | Evergreen Top 1000 "Nights in White Satin" |
| Jaar                                       | 2008                                       | 2009                                       | 2010                                       | 2011                                       | 2012                                       | 2013                                       | 2014                                       | 2015                                       | 2016                                       | 2017                                       | 2018                                       | 2019                                       | 2020                                       | 2021                                       | 2022                                       | 2023                                       |
| ------------------------------------------ | ------------------------------------------ | ------------------------------------------ | ------------------------------------------ | ------------------------------------------ | ------------------------------------------ | ------------------------------------------ | ------------------------------------------ | ------------------------------------------ | ------------------------------------------ | ------------------------------------------ | ------------------------------------------ | ------------------------------------------ | ------------------------------------------ | ------------------------------------------ | ------------------------------------------ | ------------------------------------------ |
| Positie                                    | -                                          | -                                          | -                                          | -                                          | 434                                        | 8                                          | 7                                          | 10                                         | 10                                         | 9                                          | 6                                          | 9                                          | 14                                         | 10                                         | 12                                         | 10                                         |

### NPO Radio 2 Top 2000
| Nummer met noteringen in de NPO Radio 2 Top 2000 | '99 | '00 | '01 | '02 | '03 | '04 | '05 | '06 | '07 | '08 | '09 | '10 | '11 | '12 | '13 | '14 | '15 | '16 | '17 | '18 | '19 | '20 | '21 | '22 | '23 | '24 |
| ------------------------------------------------ | --- | --- | --- | --- | --- | --- | --- | --- | --- | --- | --- | --- | --- | --- | --- | --- | --- | --- | --- | --- | --- | --- | --- | --- | --- | --- |
| Nights in White Satin                            | 15  | 25  | 29  | 23  | 28  | 33  | 35  | 23  | 50  | 31  | 42  | 41  | 45  | 65  | 68  | 76  | 102 | 122 | 124 | 111 | 128 | 145 | 129 | 159 | 155 | 164 |

1. ↑  Een vetgedrukt getal geeft de hoogste notering aan.

## Versie van Erwin Nyhoff
In de halve finale van het tweede seizoen van The voice of Holland zong Erwin Nyhoff op 13 januari 2012 het nummer Nights in White Satin. Doordat het nummer na de uitzending gelijk verkrijgbaar was als muziekdownload kwam de single een week later op nummer vijf binnen in de Nederlandse Single Top 100.

### Hitnoteringen

#### Nederlandse Top 40
| Hitnotering: 21-01-2012 t/m 04-02-2012 | Hitnotering: 21-01-2012 t/m 04-02-2012 | Hitnotering: 21-01-2012 t/m 04-02-2012 | Hitnotering: 21-01-2012 t/m 04-02-2012 | Hitnotering: 21-01-2012 t/m 04-02-2012 |
| Week:                                  | 1                                      | 2                                      | 3                                      |                                        |
| -------------------------------------- | -------------------------------------- | -------------------------------------- | -------------------------------------- | -------------------------------------- |
| Positie:                               | 35                                     | 25                                     | 27                                     | uit                                    |

#### NederlandseSingle Top 100
| Hitnotering: 21-01-2012 t/m 04-02-2012 | Hitnotering: 21-01-2012 t/m 04-02-2012 | Hitnotering: 21-01-2012 t/m 04-02-2012 | Hitnotering: 21-01-2012 t/m 04-02-2012 | Hitnotering: 21-01-2012 t/m 04-02-2012 |
| Week:                                  | 1                                      | 2                                      | 3                                      |                                        |
| -------------------------------------- | -------------------------------------- | -------------------------------------- | -------------------------------------- | -------------------------------------- |
| Positie:                               | 5                                      | 15                                     | 86                                     | uit                                    |